# Afroheriades reicherti
Afroheriades reicherti is een vliesvleugelig insect uit de familie Megachilidae. De wetenschappelijke naam van de soort is voor het eerst geldig gepubliceerd in 1929 door Brauns.